# Guldbron
För andra betydelser, se Guldbron (olika betydelser).
Guldbron, formellt Slussbron, är huvudbron för vägtrafik samt gående och cyklister som förbinder Gamla stan med Södermalm i centrala Stockholm. Det är den guldgula färgsättningen som gett den smeknamnet Guldbron. Bron, som är en del i Projekt Slussen, invigdes söndagen den 25 oktober 2020 och öppnades för trafik dagen därpå. Livslängden beräknas till 120 år.

## Allmänt
Bron, som länkar samman Södermalm med Gamla stan, är en stålkonstruktion som tillverkades av China Railway Shanhaiguan Bridge Group (CRSBG) i Kina. Skanska är huvudentreprenör för brobygget som innefattar bland annat planering, projektering, tillverkning, leverans samt montage. Bron är formgiven av Spencer de Grey, chefsarkitekt vid arkitektkontoret Foster and Partners. Företaget ritade även nya Västra Årstabron (invigd 2005). För konstruktionsritningarna svarade konsultföretaget Ramboll. Bron kostade 198 miljoner kronor.

## Konstruktion
Slussens huvudbro är 140 meter lång, 45 meter bred och höjden varierar mellan en meter (på Gamla stans sida) och sju meter (på Södermalms sida). Det längsta spannet (mittsektionen) mäter 58 meter. Bron har tre körbanor, där den mellersta sluttar ner och kopplas till Söder Mälarstrand respektive Stadsgårdsleden. Konstruktionen är förberedd för att kunna bära eventuell framtida spårvägstrafik. Livslängden beräknades till minst 120 år. Hela konstruktionen väger cirka 3 700 ton och byggdes mellan mars 2018 och september 2019 i Shanhaiguan samt i Zhongshan där slutmontaget skedde.
| Slussens nya huvudbro, längdsektion och tvärsektion (obs, inte samma skala). |  | Slussens nya huvudbro, längdsektion och tvärsektion (obs, inte samma skala). |
| Slussens nya huvudbro, längdsektion och tvärsektion (obs, inte samma skala). |  |                                                                              |

### Färgval
Färgen på bron valdes till gyllengul eller guldaktig kulör för att harmonisera med de guldgula fasaderna i Gamla Stan. Färgen är också vald för att reflektera ljusblänk från vattnet utan att blända. Den gyllengula färgen gav den epitetet guldbron som i samband med att den transporterades på båt från Kina under stort massmedialt intresse snart blev ett egennamn. Under transporten hade den inte fått sin slutliga färg, som läggs på en knottrig yta för att längre behålla sin lyster i storstadsmiljön. Tanken är att den på håll ska se ut som en guldbro, men smälta in i omgivningen på närmare håll. Riddarfjärden, som i folkmun ironiskt kallats Gullfjärden på grund av föroreningar med bland annat urin, ligger väster om bron och Guldfjärdsplan ligger ovanför södra brofästet vilket gett smeknamnet en historisk, om än något kuriös, förankring.

## Transport och montage
Bron transporterades i ett enda stycke sjövägen via Suezkanalen och Medelhavet, genom Engelska kanalen samt Östersjön till Stockholm där den omkring klockan 14:00 anlände i Stockholms inlopp den 11 mars 2020 under stor uppmärksamhet från både massmedia och allmänheten. Ankomsten försenades flera gånger på grund av dåligt väder. Transporten skedde på fartyget M/S Zhen Hua 33, ett delvis nedsänkbart skepp (semi-submersible transport ship). Speciellt den långa sjöresan kritiserades för sin klimatpåverkan. Att entreprenören Skanska klimatkompenserade för frakten fick också kritik, eftersom det inte minskade utsläppen här och nu.
På plats i Stockholm förtöjdes skeppet vid bojar i Saltsjön och sänktes ned i två steg. Bron, som låg på pontoner, bogserades in på plats mellan Stadsgårdsleden och Skeppsbron. Där monterades den på förberedda bropelare.

## Invigning
Söndagen den 25 oktober 2020 klockan 11:00 förklarade kung Carl XVI Gustaf Guldbron invigd och klippte dess guldband med en guldsax. Kronprinsessan Victoria och prinsessan Estelle assisterade. Invigningsceremonin blev ingen folkfest, eftersom allmänheten hade uppmanats att stanna hemma på grund av den pågående coronapandemin. Även stadsbyggnadsborgarrådet Joakim Larsson (M) deltog i invigningen liksom trafikborgarrådet Daniel Helldén.

### Bilder, Guldbron byggarbeten

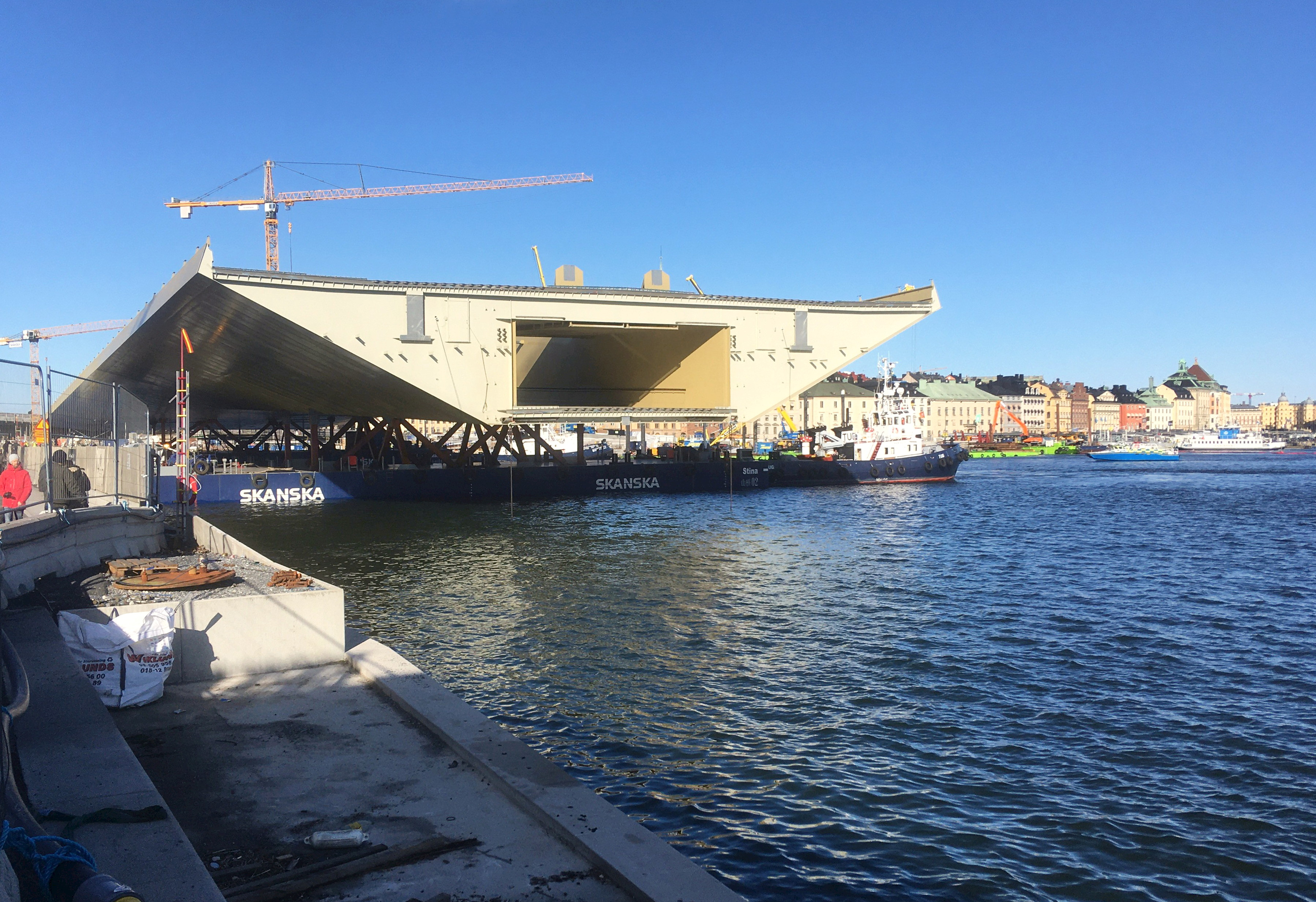
Guldbron vid Stadsgården, mars 2020.
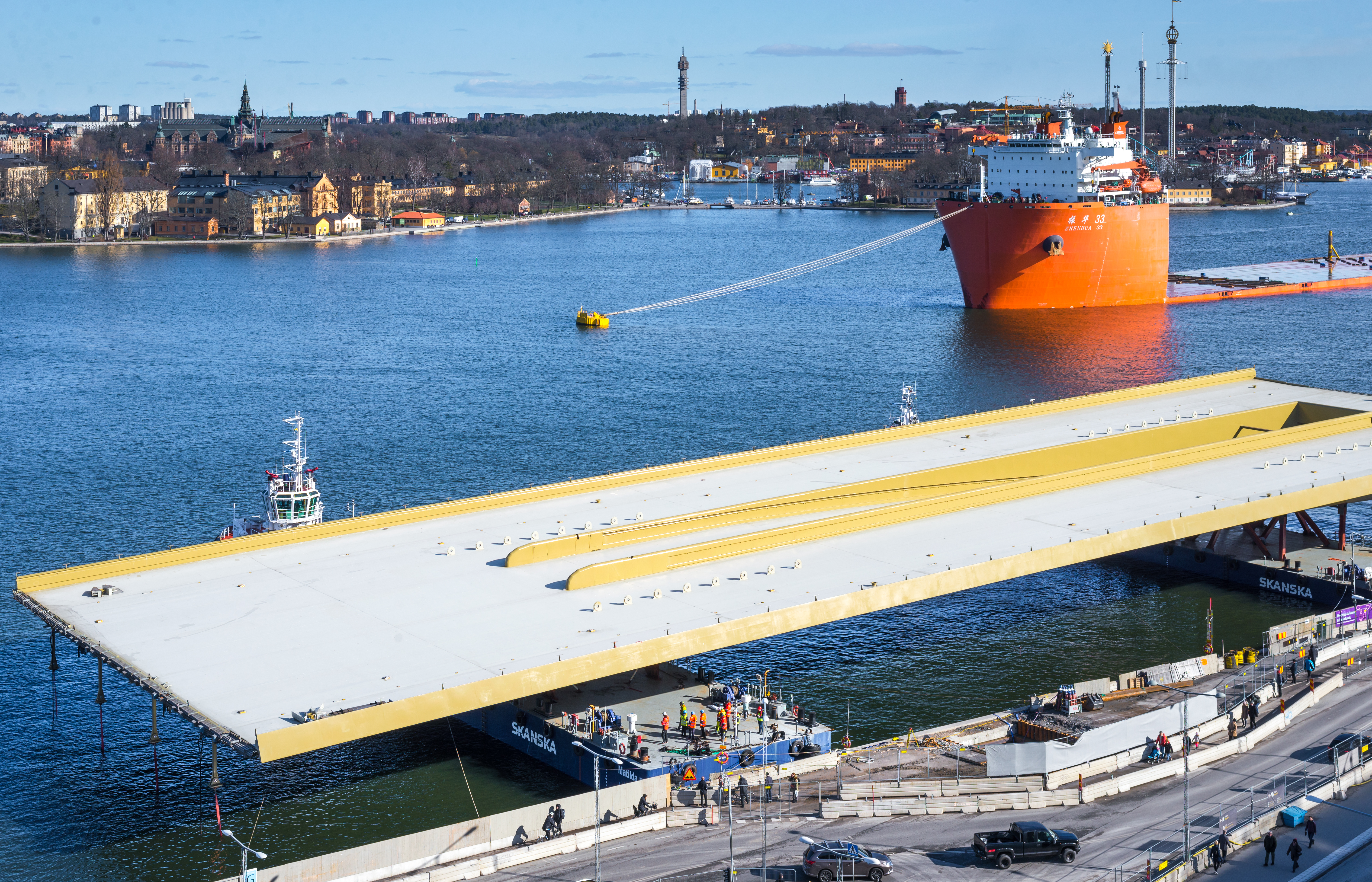
Guldbron vid Stadsgården, mars 2020 M/S Zhen Hua 33 syns i bakgrunden.
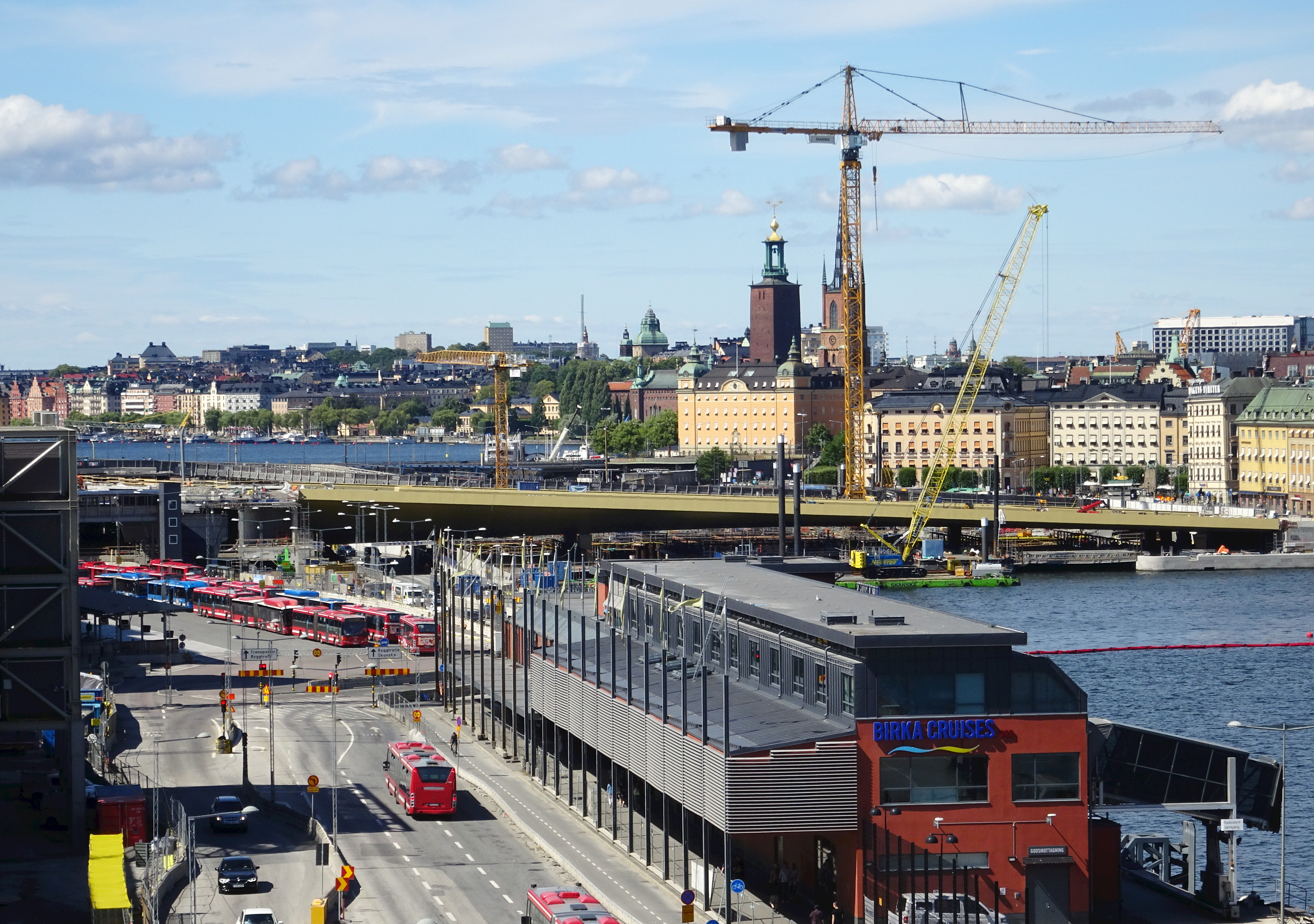
Guldbron från öster i juli 2020.
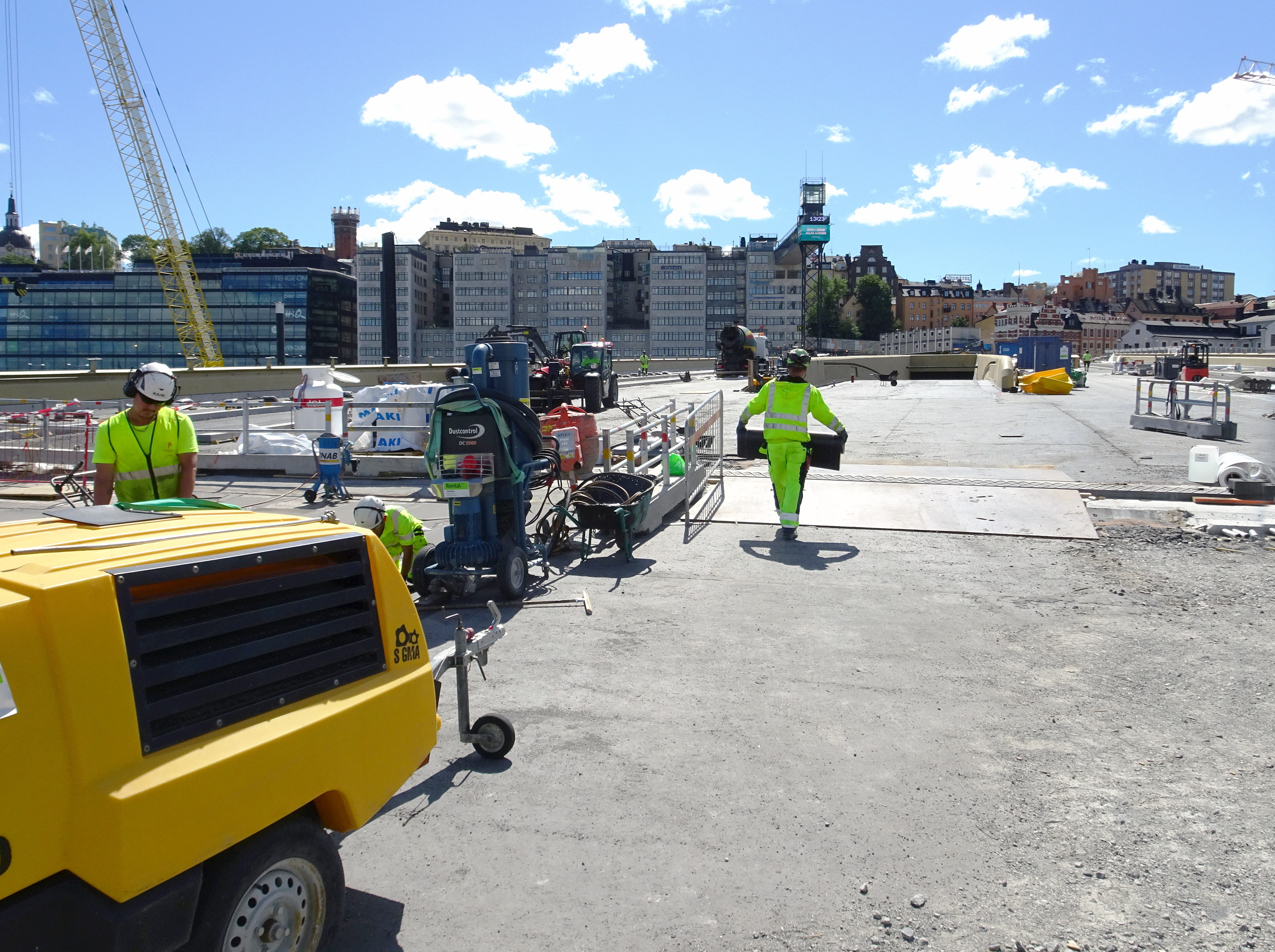
Beläggningsarbeten i juli 2020.
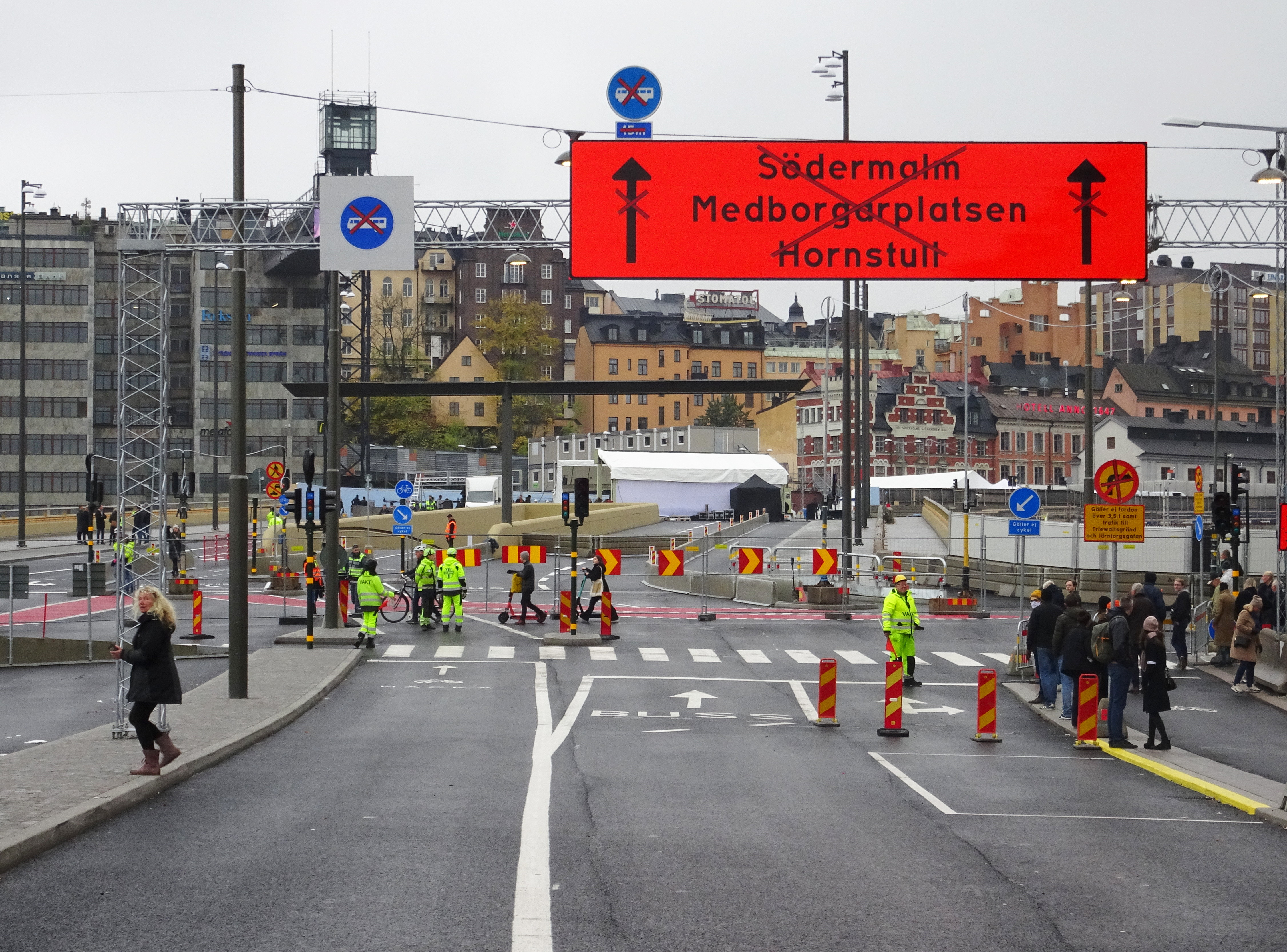
Invigningsdagen 25 oktober 2020.